# Andrée Chedid
Pour les articles homonymes, voir Chedid.
Andrée Chedid (en arabe : أندريه شديد), née Andrée Desaab (en arabe : أندريه صعب) le 20 mars 1920 au Caire (sultanat d'Égypte) et morte le 6 février 2011 à Paris 15e (France), est une femme de lettres et poétesse franco-égypto-libanaise,.
Elle écrit son premier roman en 1952 et écrit des nouvelles, des poèmes, des pièces de théâtre, des romans, et de la littérature jeunesse. Les héroïnes de ses œuvres sont décidées, prêtes à tout pour atteindre leur objectif.
Elle déclare son humanisme entre autres avec son livre Le Message, écrit en 2000, en écrivant sa colère envers la guerre et la violence, à travers deux amants séparés par des guerres.

## Biographie

### Famille
Andrée Saab est la fille de Selim Saab (chrétien maronite né à Baabda, dans le moutassarifat du Mont-Liban) et d'Alice (née Khoury-Haddad en 1900 dans la communauté grecque orthodoxe de Damas, alors dans le vilayet de Syrie, et plus tard remariée au docteur Roger Godel).
Le 23 août 1942, elle se marie à Louis Selim Chedid (1922–2021), issu d'une famille bourgeoise maronite du Caire, également d'origine libanaise. Alors étudiant en médecine, celui-ci deviendra chercheur en biologie, d'abord au Centre national de la recherche scientifique, puis en tant que professeur de l'Institut Pasteur. Il est l'auteur de plusieurs livres parmi lesquels, avec son épouse, Le cœur demeure et Babel. Il a retracé son autobiographie dans Mémoires vagabondes.
Andrée Chedid est la mère de Michèle Chedid-Koltz et de Louis Chedid, et la grand-mère de plusieurs enfants dont Matthieu Chedid, aussi connu sous le nom d'artiste de -M-, Émilie Chedid, Anna Chedid, Joseph Chedid ainsi que leur cousine Beryl Koltz.

### Études
Elle a fait ses études en Égypte dans des écoles égyptiennes puis françaises, avant d'intégrer l’Université américaine du Caire. Elle y obtient un baccalauréat universitaire en journalisme en 1942.

### Vie d'adulte
En 1943, elle part vivre au Liban avec son mari. Elle publie son premier recueil de poésie, en anglais, On the  Trails of My Fancy, sous le pseudonyme A. Lake. En 1946, elle s’installe définitivement à Paris : son mari est professeur à l’Institut Pasteur. Tous les deux acquièrent la nationalité française. Elle opte alors définitivement pour la langue française, dans laquelle elle publiera le reste de son œuvre, passionnée de dictionnaires où elle avouera aimer se perdre « d'un mot à l'autre, d'un monde à l'autre, d'une notion à l'autre, tel que dans un voyage » (ou plus tard du surf sur la Toile).

### Dernières années

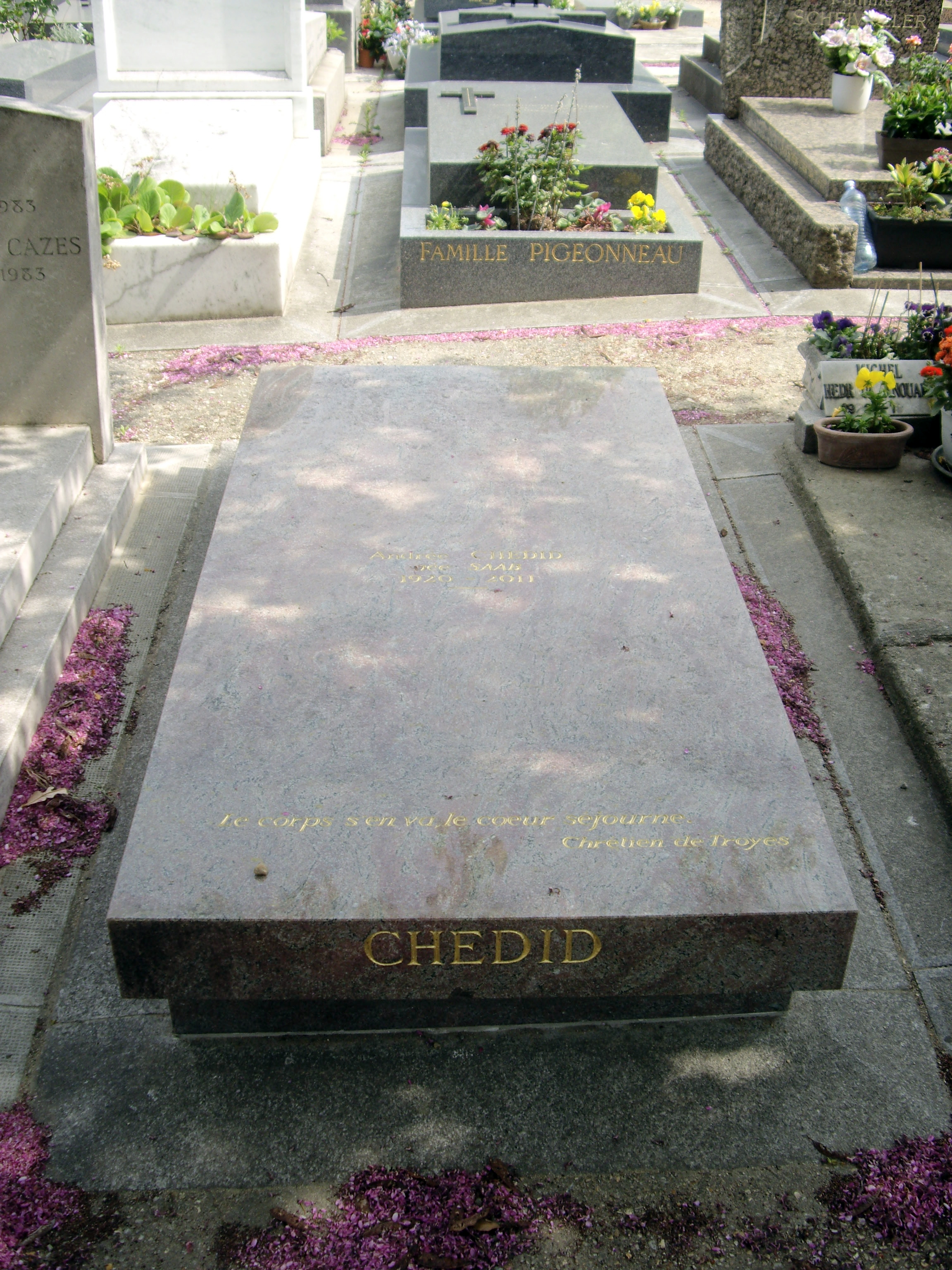
La tombe d'Andrée Chedid au cimetière du Montparnasse. La tombe porte une citation de Chrétien de Troyes, « Le corps s'en va, le cœur séjourne », qu'Andrée Chedid avait mise en exergue à son dernier roman, Les quatre morts de Jean de Dieu.

Andrée Chedid a été atteinte de la maladie d'Alzheimer. Son fils, Louis (avec la chanson Maman, maman), puis son petit-fils Matthieu, alias -M-, (dans Délivre), évoquèrent tous deux la maladie de l'autrice. Ses obsèques ont lieu à l'église Notre-Dame du Liban, à Paris, avant son inhumation au cimetière du Montparnasse (3e division),.
Andrée Chedid a évoqué sa maladie dans son dernier recueil de poèmes, L’Étoffe de l'univers.
Son veuf, le professeur Louis Selim Chedid, se remariera avec Françoise Audibert, une ancienne collaboratrice de laboratoire, avant de décéder lui-même dix ans et un mois jour pour jour après elle, le 6 mars 2021, à l'âge de 98 ans.

## Analyse de l'œuvre
Son œuvre est un questionnement continuel sur la condition humaine et les liens entre l’homme et le monde. Andrée Chedid, dans toute son œuvre, célèbre la vie tant aimée, tout en ayant une vive conscience de sa précarité. Elle encourage chaque homme à accepter l’altérité. Son style très travaillé se caractérise par sa fluidité. Elle évoque l’Orient avec une grande sensualité pour mettre en avant ses parfums. Elle s’attache aussi à décrire la guerre du Liban.
L’œuvre d’Andrée Chedid est attentive à la question de la condition de la femme. Dans plusieurs de ses récits, elle propose « une réécriture de l’histoire de façon à donner voix et existence à ces figures le plus souvent laissées dans les marges du discours historiographique que sont les femmes ».

## Prix et distinctions
- Prix pour un ouvrage écrit en langue française par un étranger 1960 de l’Académie française
- Prix Mallarmé 1976 pour les recueils de poésie Fraternité de la parole et Cérémonial de la violence
- Prix Goncourt de la nouvelle 1979 pour Le Corps et le Temps
- Prix Pierre-de-Régnier 1986 de l’Académie française pour l'ensemble de son œuvre
- Grand prix de poésie de la SGDL (Société des gens de lettres) 1990
- (international) « Honour List » 1992[20] de l' IBBY pour L'Enfant multiple
- Grand prix de littérature Paul-Morand 1994 de l’Académie française
- Prix Goncourt de la poésie 2002

### Décorations
- Grand officier de la Légion d'honneur (élévation par décret du 10 avril 2009)[21]. Commandeur du 1er juin 2000.
- Commandeur de l'ordre des Arts et des Lettres (1988)[22]. Officier en 1981[23].

## Hommages

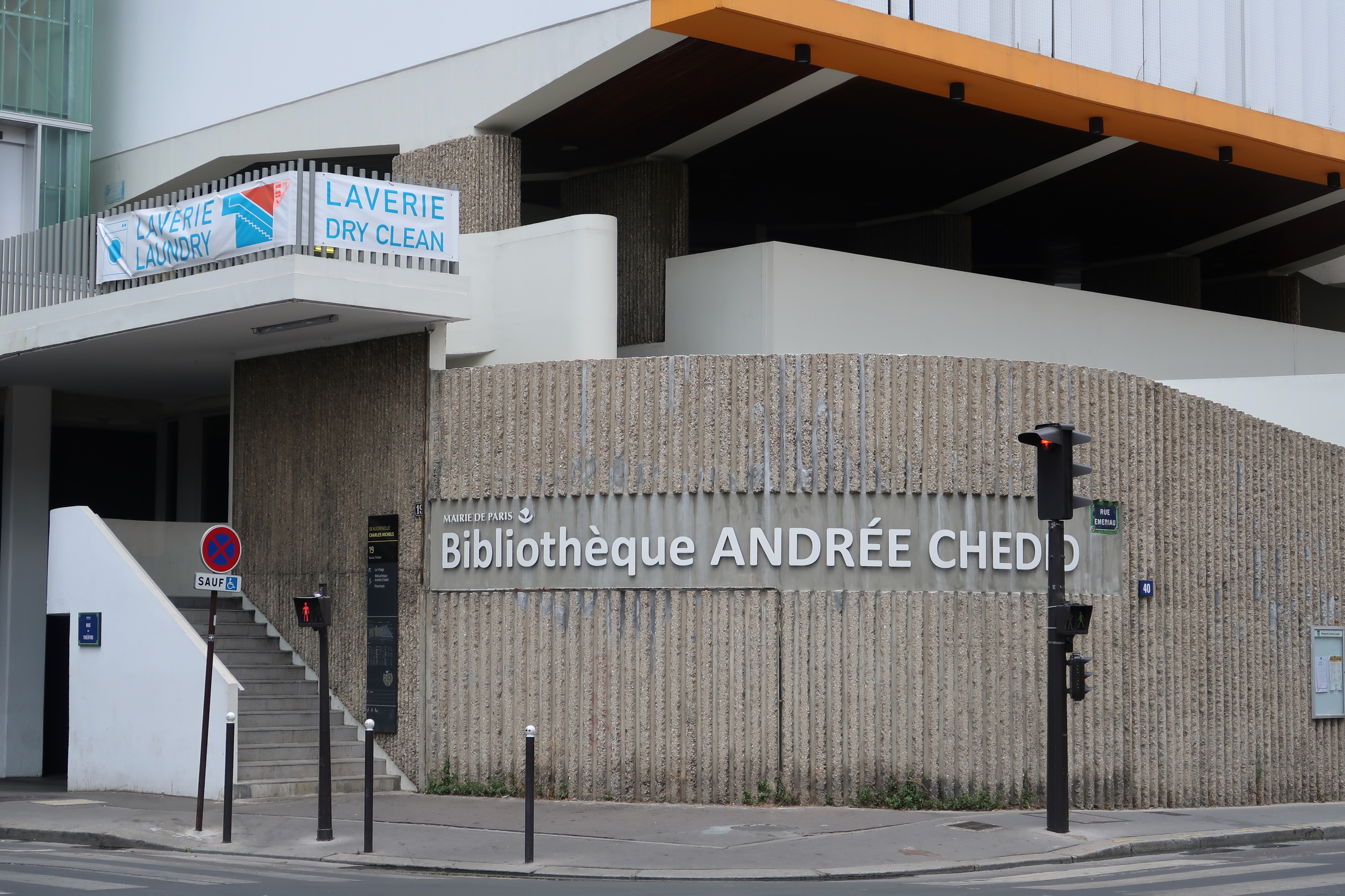
Bibliothèque Andrée-Chedid, 36 rue Émeriau (Paris).

Plusieurs écoles portent son nom : à Rennes, dans le quartier Villejean, à Anstaing (Nord), à Saint-Nazaire (Loire-Atlantique), à Saint-Ouen sur Seine (Seine-Saint-Denis) et à Aigrefeuille-sur-Maine (Loire-Atlantique).
Un collège du Haillan (Gironde) porte le nom d'Andrée Chedid.
La médiathèque de Villemoisson-sur-Orge (Essonne) est la première à adopter son nom le 3 décembre 2011 suivie par les médiathèques de Tourcoing, La-Seyne-sur-Mer (Var), La Meilleraie-Tillay (Vendée), Mèze (Hérault), Andernos-les-Bains (Gironde) et les bibliothèques de Beaugrenelle (15e arrondissement de Paris) et d'Alizay (Eure).
Il existe aussi l'Espace culturel et social Andrée Chedid situé à Issy-les-Moulineaux dans les Hauts-de-Seine.
L’une de ses œuvres, le poème « Destination : arbre », figure parmi les textes proposés aux lycéens des sections S et ES lors de l'épreuve du bac de français 2019. Des élèves ayant composé en traitant son prénom au masculin lancent une pétition dénonçant la difficulté du sujet.
Depuis 2009, Le Printemps des Poètes organise le Prix Andrée Chedid du poème chanté. Un événement qui invite, chaque année, les sociétaires de la SACEM à mettre en musique un poème. Une dotation financière récompense la personne désignée lauréate par un jury composé de professionnel(le)s de la musique et de la poésie.

## Œuvres

### Poésie
- 1943 : On the Trails of My Fancy, Horus, 37 p. (publié en anglais)
- 1948 : Textes pour une figure, Paris, Éditions du Pré aux clercs, 64 p.
- 1950 : Textes pour un poème, Paris, G. L. M., 35 p.
- 1952 : Le Sommeil délivré, Paris, 35 p.
- 1953 : Textes pour le vivant, Paris, G. L. M., 46 p.
- 1955 : Textes pour la terre aimée, Paris, G. L. M., 53 p.
- 1956 : Terre et Poésie, Paris, G. L. M., 39 p.
- 1957 : Terre regardée, Paris, G. L. M., 50 p.
- 1960 : Seul le visage, Paris, G. L. M., 45 p.
- 1962 : Lubies, Paris, G. L. M., 1962, 46 p.
- 1965 : Double-pays, Paris, G. L. M., 1965, 97 p.Poèmes extraits de divers ouvrages de l’auteur
- 1968 : Contre-chant…, Paris, Flammarion, 109 p.
- 1996 : Fêtes et Lubies : petits poèmes pour les sans-âge, Paris, Flammarion, 1973 (réimpr. 1996 (coll. « G.F. »)), 89 p.
- 1973 : Prendre corps, Paris, G. L. M., 47 p.
- 1976 : Cérémonial de la violence, Paris, Flammarion, coll. « Poésie », 57 p. (ISBN 978-2-08-060919-9)
- 1976 : Fraternité de la parole, Paris, Flammarion, coll. « Poésie », 108 p. (ISBN 978-2-08-060840-6)
- 1977 : Le Cœur et le Temps : Poèmes pour les enfants, Paris, L’École des Loisirs, 63 p. (ISBN 978-2-211-57428-0)
- 1979 : Cavernes et Soleils : Poésie, Paris, Flammarion, coll. « Poésie » (réimpr. 2005), 169 p. (ISBN 978-2-08-064170-0)
- 1979 : Lubies, Paris, L’École des Loisirs, coll. « Chanterime », 20 p. (ISBN 978-2-211-05436-2)Illustrations de Lise Le Cœur
- 1991 : Tant de corps et tant d'âme
- 1991 : Textes pour un poème, Poèmes pour un texte, livre parlant et musical lu par Andrée Chedid et Bernard Giraudeau, Paris, des femmes, coll. La Bibliothèque des voix, 1991 (2005)
- 1995 : Par-delà les mots, Paris, Flammarion, 152 p. (ISBN 978-2-08-067135-6)
- 1999 : Territoires du souffle : Poèmes, Paris, Flammarion, 180 p. (ISBN 978-2-08-067729-7)
- 2002 : Rythmes, Paris, Gallimard, 123 p. (ISBN 978-2-07-076774-8)
- 2003 : Poursuites, illustrations de Xavier, Collection Rencontres, Éditions Alternatives, Paris  (ISBN 9782862274034)
- 2010 : L’Étoffe de l’univers, Paris, Flammarion (ISBN 978-2-08-123352-2)
- 2013 : Poèmes, Paris, Flammarion  (ISBN 9782081314917)
- 2020 : Textes pour un poème, suivi de Poèmes pour un texte, 1949-1991, préface de Mathieu Chedid, Paris, Gallimard, coll. « Poésie », 2020

### Romans
- 1952 : Le Sommeil délivré, Paris, Stock (réimpr. 1989, 1990 (J’ai lu) ; 1997 (coll. « Librio »)), 254 p.
- 1955 : Jonathan, Paris, Éditions du Seuil, 208 p.
- 1960 : Le Sixième Jour, Paris, R. Julliard (réimpr. 1968 (Presses de la Cité), 1971 (Flammarion), 1976 (Lede Poche), 1985 (coll. « Castor poche »), 1986 (Flammarion), 1989 (J’ai lu), 1994 (coll. « Librio »)), 188 p.Adapté au cinéma en 1986 par Youssef Chahine (voir Le Sixième Jour)
- 1963 : Le Survivant, Paris, Le Cercle du nouveau livre (réimpr. 1982 (Flammarion), 1987 (coll. « Castor poche »), 1992 (J’ai lu)), 217 p.
- 1969 : L'Autre, Paris, Flammarion (réimpr. 1981 (coll. « Castor poche »), 1990 (J’ai lu), 1997 (coll. « Librio »)), 212 p. (ISBN 978-2-08-060403-3)Adapté au cinéma en 1991 par Bernard Giraudeau (L’Autre)
- 1972 : La Cité fertile, Paris, Flammarion (réimpr. 1992 (J'ai lu)), 172 p.
- 1974 : Néfertiti et le Rêve d'Akhnaton : Les Mémoires d'un scribe, Paris, Flammarion (réimpr. 1987, 1988), 234 p.
- 1976 : Le Sommeil délivré : Roman, Paris, Flammarion, 226 p. (ISBN 978-2-08-060839-0)
- 1981 : Le Cœur suspendu, Tournai, Paris, Casterman, coll. « Imagirêve », 44 p. (ISBN 978-2-203-13402-7)Illustrations de José David
- 1981 : Les Marches de sable : Roman, Paris, Flammarion (réimpr. 1990, 1991 (J’ai lu) ; 1991 (coll. « Castor poche »)), 250 p. (ISBN 978-2-08-064361-2)
- 1982 : Mon ennemi, mon frère, Tournai, Paris, Casterman, coll. « L'Ami de poche », 140 p. (ISBN 978-2-203-13638-0)
- 1983 : L'Étrange Mariée : Très libre adaptation d’un conte populaire de la vallée du Nil, Paris, Éditions du Sorbier, 28 p. (ISBN 978-2-7320-1006-9)Illustrations de Catherine Mondoloni
- 1984 : (fr + ar) الجلد المستضيق / L'Étroite Peau (trad. Naïm Boutanos), Paris, Éditions Dar al arab, coll. « Français-arabe », 319 p. (ISBN 2-905109-009)
- 1985 : La Maison sans racines : Roman, Paris, Flammarion (réimpr. 1986 (J’ai lu), 2000 (coll. « Librio »)), 247 p. (ISBN 978-2-08-064809-9)
- 1989 : L'Enfant multiple : Roman, Paris, Flammarion (réimpr. 1990 (France loisirs), 1966 (coll. « Librio »)), 242 p. (ISBN 978-2-08-066396-2)
- 1992 : Dans le soleil du père : Géricault, J.-L. Flohic, 1992.
- 1994 : Les Métamorphoses de Batine, Paris, Flammarion, coll. « Castor poche », 123 p. (ISBN 978-2-08-164090-0)Illustrations de Solvej Crévelier
- 2000 : Le Message : Roman, Paris, Flammarion (réimpr. 2002 (J’ai lu) ; 2007 Garnier-Flammarion (coll. « GF-Étonnants Classiques »), 206 p. (ISBN 978-2-08-068046-4)
- 2010 : Les Quatre Morts de Jean de Dieu, Paris, Flammarion (ISBN 978-2-08-123351-5)

### Recueils de nouvelles
- 1965 : L'Étroite Peau, Paris, R. Julliard (réimpr. 1978 (avec Les Corps et le Temps chez Flammarion)), 141 p.
- 1984 : Derrière les visages, Paris, Flammarion, coll. « Castor poche », 136 p. (ISBN 978-2-08-161787-2)Illustrations de Gérard Franquin
Recueil de nouvelles extraites de Les Corps et le Temps (1978)
- 1988 : Mondes, Miroirs, Magies : Nouvelles, Paris, Flammarion (réimpr. 1993), 294 p. (ISBN 978-2-08-066172-2)
- 1989 : Les Manèges de la vie, Paris, Flammarion, coll. « Castor poche », 245 p. (ISBN 978-2-08-161984-5)Illustrations de Solvej Crévelier
- 1992 : À la mort, à la vie, Paris, Flammarion, 240 p. (ISBN 978-2-08-066730-4)Illustrations de Solvej Crévelier
- 1994 : La Femme en rouge et autres nouvelles, Paris, J’ai lu, 125 p. (ISBN 978-2-277-23769-3)
- 1998 : L'Enfant des manèges et autres nouvelles, Paris, Flammarion, coll. « GF-Étonnants Classiques » (réimpr. 2006), 98 p. (ISBN 978-2-08-072070-2)présentation, notes et dossier-jeu par Françoise Métais
- 1999 : L'Artiste et autres nouvelles, Paris, J’ai lu, coll. « Librio », 98 p. (ISBN 978-2-277-30281-0)
- 2015 : L'Ancêtre sur son âne et autres nouvelles, Paris, Didier, coll. « Mondes en VF »  (ISBN 978-2-278-08095-3)

### Théâtre
- 1968 : Bérénice d’Égypte, Paris, Éditions du Seuil, coll. « Théâtre » (réimpr. 1981 (Flammarion), 1995 (Avant-Quart)), 128 p.Pièce de théâtre créée pour l’ORTF le 5 février 1964
- 1968 : Les Nombres, Paris, Éditions du Seuil, coll. « Théâtre » (réimpr. 1981 (Flammarion)), 123 p.Pièce de théâtre créée pour l’ORTF le 7 août 1966
- 1969 : Le Montreur, Paris, Éditions du Seuil, coll. « Théâtre » (réimpr. 1981 (Flammarion)), 95 p.
- 1998 : (en) Andrée Chedid (trad. Felicia Londré), The Show-Man (Le Montreur), New-York, Ubu repertory theater publications, coll. « Ubu repertory theater’s publication series », 1984, 120 p. (ISBN 978-0-913745-07-6)
- 1984 : Échec à la reine : Partie en neuf jeux, Paris, Flammarion, 93 p. (ISBN 978-2-08-064632-3)
- 1998 : Le Dernier Candidat : Comédie dramatique en 2 actes, Paris, théâtrales Art et Comédie, 49 p. (ISBN 978-2-84422-012-7)
- 1998 : Le Personnage : Comédie dramatique en un acte, Paris, théâtrales Art et comédie, 29 p. (ISBN 978-2-84422-042-4)

### Récits, essais et autres ouvrages
- 1969 : Liban, Paris, Éditions du Seuil, coll. « Petite planète » (réimpr. 1972), 192 p.
- 1978 : Les Corps et le Temps, suivi de L’Étroite peau, Paris, Flammarion, 268 p. (ISBN 978-2-08-064039-0)
- 1983 : Épreuves du vivant, Paris, Flammarion, 108 p. (ISBN 978-2-08-064558-6)
- 1993 : La femme de Job : Récit, Paris, Calmann-Lévy, coll. « Petite bibliothèque européenne du XXe siècle » (réimpr. 1997 (Actes Sud)), 76 p. (ISBN 978-2-7021-2281-5)
- 1993 : Andrée Chedid, Annie Salager et Jean-Pierre Spilmont, Rencontrer l’inespéré (entretiens), Vénissieux, Paroles d’Aube, 82 p. (ISBN 978-2-909096-17-9)
- 1996 : Dans le soleil du père : Géricault, Charenton, Flohic, coll. « Musées secrets », 89 p. (ISBN 978-2-84234-010-0)
- 1996 : Les Saisons de passage (récit), Paris, Flammarion (réimpr. 1997 (J’ai lu)), 250 p. (ISBN 978-2-08-067250-6)
- 1997 : Le Jardin perdu, Paris, Alternatives, coll. « Grand pollen », 90 p. (ISBN 978-2-86227-116-3)Calligraphies de Hassan Massoudy
- 1998 : Lucy : La femme verticale, Paris, Flammarion, 93 p. (ISBN 978-2-08-067551-4, BNF 36201825)
- 1998 : Verlaine, l’athlète et moi suivi de Le Fauteuil vide (récits), Grigny, Paroles d’aube, coll. « Échos du soir », 30 p. (ISBN 978-2-84384-026-5, BNF 36710702)
- 1999 : Andrée & Louis-Antoine Chedid (textes), Fouad Elkoury (photographies), Le cœur demeure : Du Nil à la Seine, Paris, Stock (réimpr. 2005 (Belfond)), 110 p. (ISBN 978-2-234-05182-9, BNF 37057326)
- 2002 : Petite terre, vaste rêve, Paris, A. Fayard (réimpr. 2004 (Livre de poche)), 139 p. (ISBN 978-2-7202-1464-6, BNF 38871560)
- 2006 : Andrée Chedid et Christian Broutin, Vitesse de la lumière/Instantanés, Éditions de l’Amandier, coll. « Le voir dit » (ISBN 978-2-915695-90-8, BNF 41168563)